# Ricardo Risatti

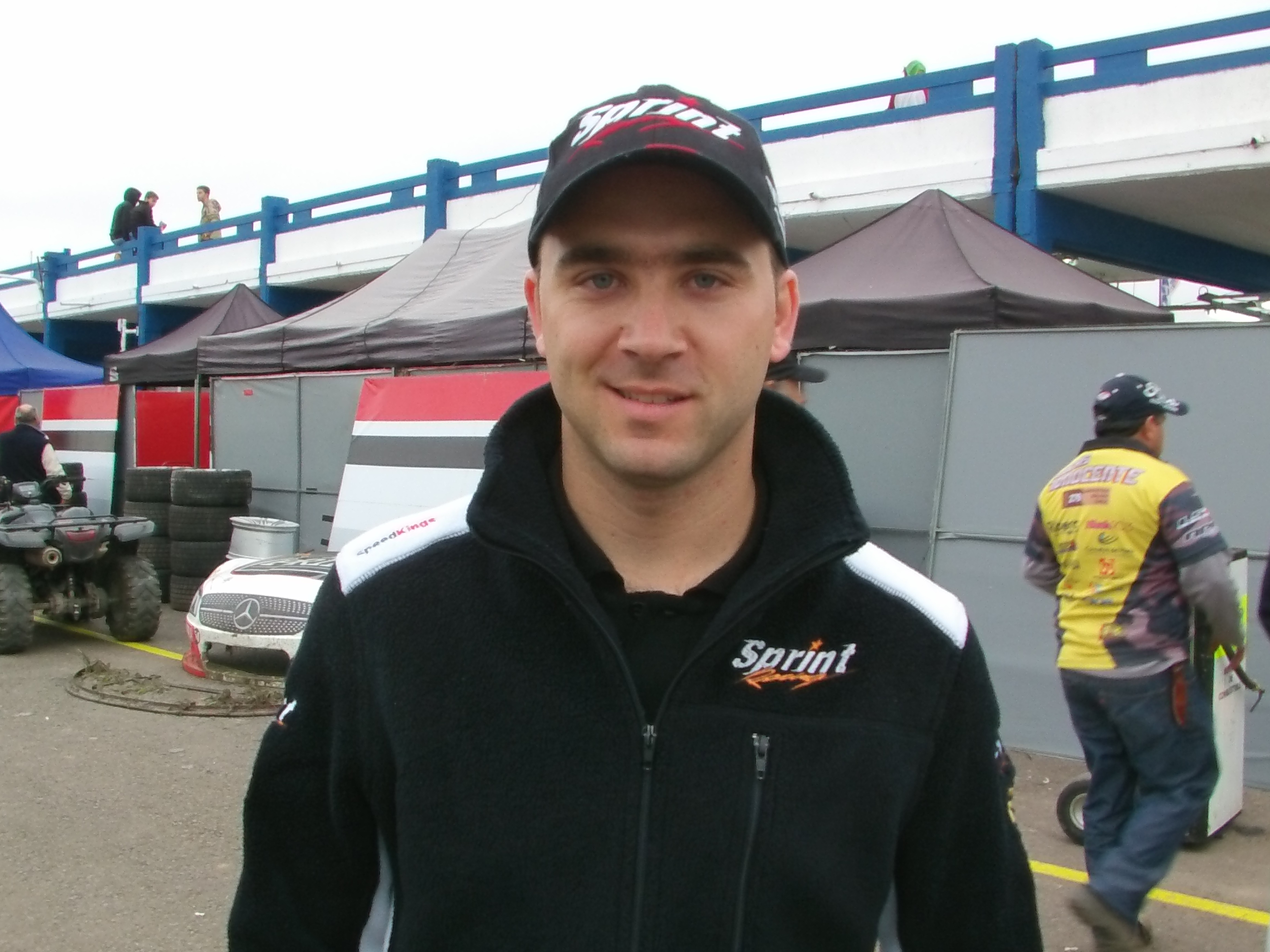
Ricardo Risatti

Ricardo Caíto Risatti (Buenos Aires, 27 september 1986) is een Argentijns autocoureur die anno 2009 in de TC 2000 rijdt.

## Loopbaan
- 2001: Formule 3 Sudamericana.
- 2002: Formule 3 Sudamericana.
- 2003: Spaanse Formule 3 kampioenschap.
- 2004: Spaanse Formule 3 kampioenschap.
- 2005: Spaanse Formule 3 kampioenschap.
- 2006: Spaanse Formule 3 kampioenschap (kampioen).
- 2007: Formule Renault 3.5 Series, team GD Racing.
- 2007: GP2, team Trident Racing (6 races).
- 2008: TC 2000, team Chevrolet.
- 2008: FIA GT, team Phoenix Carsport Racing.
- 2009: TC 2000, team Ford.

## GP2 resultaten
| Jaar | Inschrijving  | 1       | 2       | 3       | 4       | 5       | 6       | 7       | 8       | 9       | 10      | 11      | 12      | 13      | 14         | 15         | 16        | 17         | 18         | 19         | 20      | 21      | Rang | Punten |
| ---- | ------------- | ------- | ------- | ------- | ------- | ------- | ------- | ------- | ------- | ------- | ------- | ------- | ------- | ------- | ---------- | ---------- | --------- | ---------- | ---------- | ---------- | ------- | ------- | ---- | ------ |
| 2007 | Campos Racing | BHR FEA | BHR SPR | ESP FEA | ESP SPR | MON FEA | FRA FEA | FRA SPR | GBR FEA | GBR SPR | GER FEA | GER SPR | HUN FEA | HUN SPR | TUR FEA 16 | TUR SPR 10 | ITA FEA 8 | ITA SPR NF | BEL FEA 20 | BEL SPR 18 | VAL FEA | VAL FEA | 28   | 1      |